# Каролина Хершел
Каролина Хершел (16. март 1750 - 9. јануар 1848) била је британска астрономка немачког порекла. Једна је од најпознатијих женских астронома у историји астрономије. Њен допринос астрономији је било откриће неколико комета, од којих једна носи њено име.
Била је и прва жена у Енглеској која је била на неком државном положају, као и прва жена која је објавила неки научни рад.
За свој допринос је добила и златну медаљу, коју је 1846. године добила од Пруског краља поводом њеног 96. рођендана.

## Ране године
Каролина Лукреција Хершел је рођена 16. марта 1750. године у Хановеру као осмо дете у породици. Отац, Исак, био је војни капелан у хановерском гардијском оркестру, а мајка Ана. Каролинин брат Вилијем био је такође познати астроном. У детињству је, у доби од 10 година преболела тифус, који је успорио њен раст, а услед болести је скоро и ослепела на лево око. 
Њена мајка је желела да она буде домаћица како би обављала све кућне послове и мислила је да јој образовање није потребно, док је отац повремено подучавао и учио је да свира виолину.
Године 1757. Французи су окупирали Хановер. Вилијам бежи у Енглеску, где постаје учитељ музике. Године 1772. придружила му се и Каролина, након очеве смрти. Каролина се у Енглеској прочула као изванредна оперска певачица пошто је прво била певачица током црквених наступа поред брата који је свирао у црквеном хору. Слободно време проводила је у раду са братом који је посматрао небо и правио нове телескопе. Брат ју је подучавао астрономији, математици и енглеском језику, али је узимала и индивидуалне часове. Касније је постала и главна певачица на братовљевим ораторијумским концертима. 

## Рад
Године 1781. Вилијам Хершел који се у међувремену преорјентисао са позива музичара на астрономију, открива нову планету, касније названу Уран. Енглески краљ Џорџ III именовао га је краљевским астрономом, чиме су Вилијам и Каролина били обезбеђени што се тиче финансија. Од тада су се потпуно посветили посматрању неба. Вилијам је постао познат и по томе што је израђивао телескопе високих перформанси, као онај којим је открио планету Уран. Дана 26. фебруара 1783. Каролина је открила прву комету а у лето исте године је Вилијам завршио прављење новог телескопа за Каролину. У наредним годинама их је открила још седам. То је заинтересовало енглеског краља који јој је 1787. године одредио годишњу плату од 50 фунти као Вилијамовом асистенту чиме постаје прва жжена у Енглеској са званичним државним положајем и првом женом која је у области астрономије плаћена за свој рад. Каролина је радила на сређивању небеске карте Џона Флемстида, оснивача опсерваторије Гринич. Допунила је атлас са 560 звезда и то је 1798. године представила Краљевском друштву. Двадесет година касније саставила је каталог звезда (2500 маглина).
У августи 1799. године Каролина је први пут била независно призната за свој рад и провела је недељу дана као гост краљњвске породице у Гриничу. Касније је Каролина наставила и самостално да ради на разним астрономским пројектима који су допринели њеној репутацији у професији.

## Последње године и смрт
Године 1822., након братовљеве смрти вратила се у Хановер, настављајући своја астрономска проучавања. Каролинин пријатељ био је чувени математичар и астроном Фридрих Гаус. Године 1835. постала је члан Британског краљевског друштва астронома. Постала је и члан Краљевске ирске академије. Краљ Пруске одликовао ју је златном медаљом за науку. Преминула је у Хановеру 9. јануара 1848. године у 98. години живота.